# 新潟県道116号安田停車場線
新潟県道116号安田停車場線（にいがたけんどう116ごう やすだていしゃじょうせん）は、新潟県柏崎市内を通る一般県道である。延長約 40m の短い県道である。

## 概要

### 路線データ
- 起点：安田停車場（新潟県柏崎市大字安田字寺田）
- 終点：新潟県柏崎市大字安田字寺田（国道252号・国道291号交点）

## 歴史
安田は柏崎市中央部の農業地域である。一帯は平坦な水田地帯が広がり、安田の名も「稲が青々しく育つように」と願われ命名されたという説がある。かつては上杉氏の重臣である安田毛利氏が居を構えた。江戸期から明治にかけて安田村、明治に入り田尻村と合併、1955年に柏崎市の大字となった。
北越鉄道（安田駅が所属線とする信越本線の前身）が柏崎-北条間を開通させたのは1897年11月だったが、当初この区間に途中駅はなく、安田駅は開業から2年後の1899年に新設された。地元住人の要望する鳥越集落からは北へ離れた位置の新設となったが、これは地形上の理由と考えられている。鉄道開通まで安田柏崎間の往来には乗合馬車が流行していた。
信越線の利用が活発化すると、駅の周りにも集落が形成されるようになった。1923年、新潟県は鉄道駅と幹線道路を結ぶ市北部の曽地から安田駅へ至る道路を県道曽地安田停車場線に認定。のちにこの県道の大部分は新潟県道73号鯨波宮川線の一部区間となり、取り残された安田駅から国道252号・国道291号交点へ至るこの短い区間は新潟県道116号安田停車場線となった。

## 地理

### 通過する自治体
- 新潟県柏崎市

### 接続する道路
- （起点：柏崎市大字安田字寺田、安田駅前）
- 国道252号・国道291号（終点：柏崎市大字安田字寺田）

### 周辺
- JR信越本線 安田駅
- 新潟産業大学附属高等学校

## その他
- ゼンリンデータコム提供の電子地図では、当県道は記載されていない（2011年（平成23年）11月27日現在）。